# Bonaccorso da Pisa
Bonaccorso da Pisa (Pisa, ... – ...; fl. 1400) è stato un umanista italiano.

## Biografia
Nato a Pisa nella prima metà del XV secolo, del luogo e della morte di Bonaccorso da Pisa (o pisano) si ignorano sia il luogo e la data. Allievo di Francesco Filelfo e cresciuto nella scuola dell'umanesimo, studiò greco nel 1456 alla scuola di Andronico di Gallipoli. Dopo una parentesi a Firenze presso Piero de' Medici, negli anni '60 aprì una scuola nella città natale. Si impegnò particolarmente nella pubblicazione dei classici latini e greci secondo l'invenzione della stampa a caratteri mobili nella città di Milano, regnante il duca Galeazzo Maria Sforza coadiuvato dal segretario Cicco Simonetta. A quest'ultimo dedicò le edizioni a stampa del Compendium Elegantiarum L. Vallae, delle Metamorfosi di Ovidio col commento di Lattanzio Placido, e i Dictorum et factorum memorabilium rubricae di Valerio Massimo. Per quanto concerne le edizioni delle opere greche, si ricordano il Lexicon Graeco Latinum di Giovanni Crastone; le Aesopi Fabulae graece et latine con una vita del favolista greco ad opera di Massimo Planude e poi gli Erotemata di Costantino Lascaris.